# Ferrari SF1000
El Ferrari SF1000, conocido en 2021 como Ferrari SF21, es un monoplaza de Fórmula 1 diseñado por Scuderia Ferrari para disputar la temporada 2020. Fue conducido inicialmente por el alemán Sebastian Vettel y el monegasco Charles Leclerc, al que se sumaría el español Carlos Sainz en la siguiente temporada.

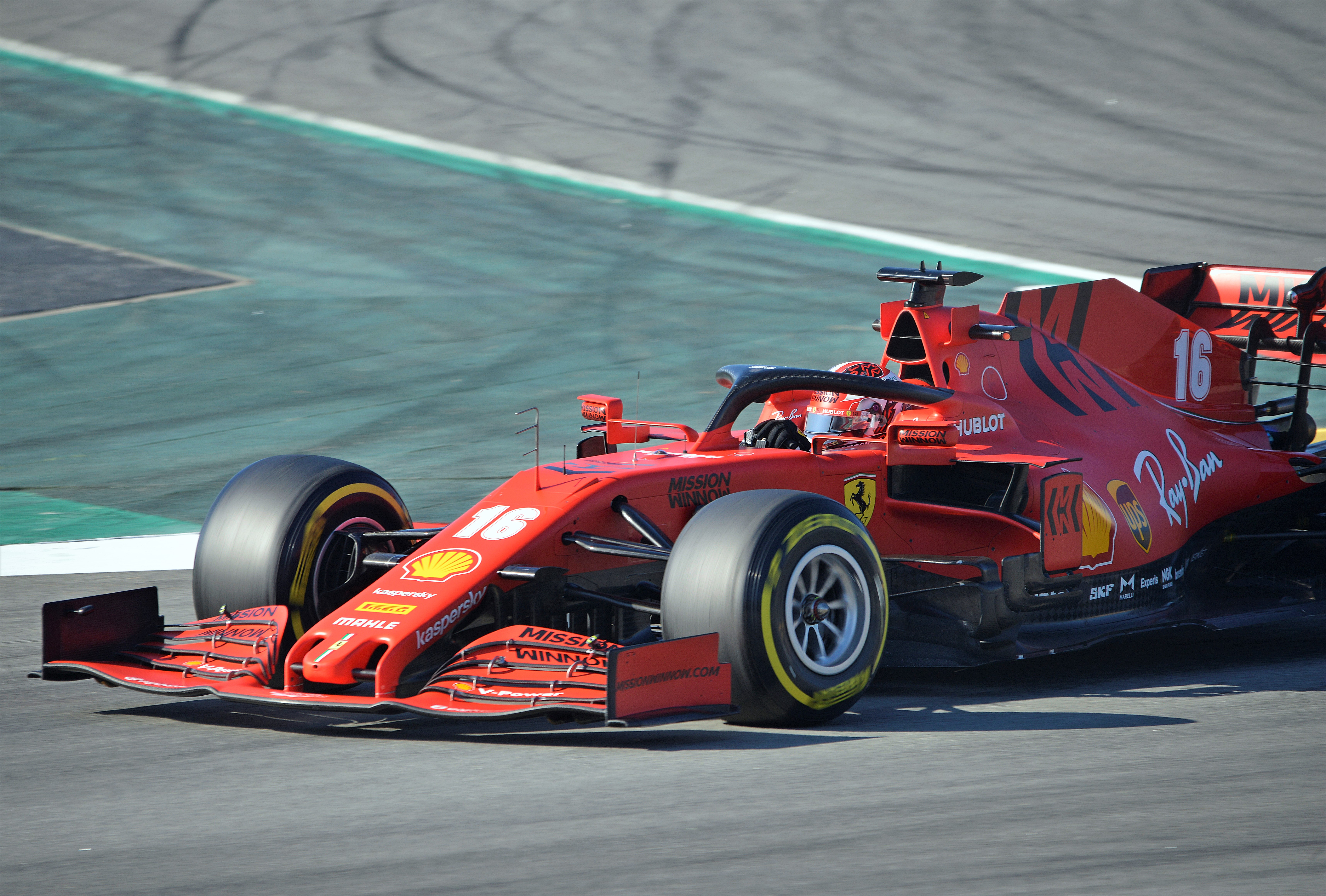
Leclerc manejando el SF1000 durante la pretemporada.

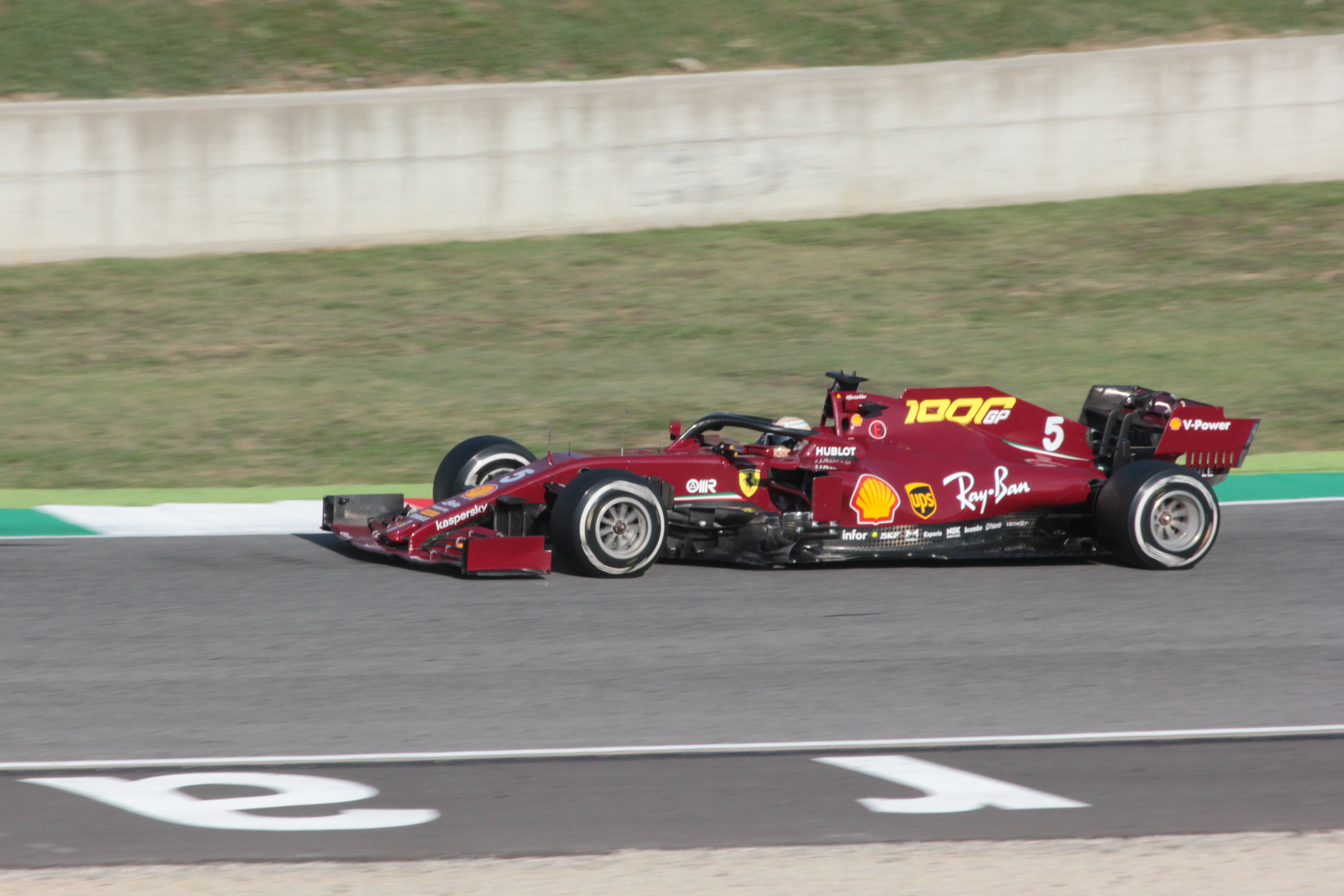
El SF1000 con una decoración especial en conmemoración a los 1000 GGPP disputados.

Fue presentado el 11 de febrero de 2020 en Reggio Emilia, y el nombre hizo alusión a los 1000 grandes premios disputados por la escudería en su historia.
En 2021 lo conducirá Leclerc y el español Carlos Sainz Jr. bajo el nombre de Ferrari SF21, esto se debe a una transferencia como medida de ahorro debido al impacto financiero de la pandemia de COVID-19.
Al abordar el déficit de potencia del SF1000 de 2020, Mattia Binotto afirmó que «el nuevo motor funciona bien en el dinamómetro», y que su rendimiento ha progresado «significativamente» en comparación con 2020. También explicó que 2021 será un «año de transición» en preparación para 2022, y que la alta resistencia aerodinámica del chasis es un punto de enfoque para el desarrollo.
El SF21 fue presentado el 10 de marzo de 2021 en Maranello.

## Resultados
(Clave) (negrita indica pole position) (cursiva indica vuelta rápida)

| Año     | Motor          | Neu. | N.º | Pilotos          | 1   | 2   | 3   | 4   | 5   | 6   | 7   | 8   | 9   | 10  | 11  | 12  | 13  | 14  | 15  | 16  | 17  | 18  | 19  | 20  | 21  | 22  | Puntos | Pos. |
| ------- | -------------- | ---- | --- | ---------------- | --- | --- | --- | --- | --- | --- | --- | --- | --- | --- | --- | --- | --- | --- | --- | --- | --- | --- | --- | --- | --- | --- | ------ | ---- |
| 2020    | 065 V6 Turbo   | P    |     |                  | AUT | EST | HUN | GBR | 70A | ESP | BEL | ITA | TOS | RUS | EIF | POR | EMI | TUR | BHR | SAK | ABU |     |     |     |     |     | 131    | 6.º  |
| 2020    | 065 V6 Turbo   | P    | 5   | Sebastian Vettel | 10  | Ret | 6   | 10  | 12  | 7   | 13  | Ret | 10  | 13  | 11  | 10  | 12  | 3   | 13  | 12  | 14  |     |     |     |     |     | 131    | 6.º  |
| 2020    | 065 V6 Turbo   | P    | 16  | Charles Leclerc  | 2   | Ret | 11  | 3   | 4   | Ret | 14  | Ret | 8   | 6   | 7   | 4   | 5   | 4   | 10  | Ret | 13  |     |     |     |     |     | 131    | 6.º  |
| 2021    | 065/6 V6 Turbo | P    |     |                  | BHR | EMI | POR | ESP | MON | AZE | FRA | EST | AUT | GBR | HUN | BEL | NED | ITA | RUS | TUR | USA | MEX | SÃO | QAT | ARA | ABU | 323.5  | 3.º  |
| 2021    | 065/6 V6 Turbo | P    | 16  | Charles Leclerc  | 6   | 4   | 6   | 4   | DNS | 4   | 16  | 7   | 8   | 2   | Ret | 8   | 5   | 4   | 15  | 4   | 4   | 5   | 5   | 8   | 7   | 10  | 323.5  | 3.º  |
| 2021    | 065/6 V6 Turbo | P    | 55  | Carlos Sainz Jr. | 8   | 5   | 11  | 7   | 2   | 8   | 11  | 6   | 5   | 6   | 3   | 10  | 7   | 6   | 3   | 8   | 7   | 6   | 63  | 7   | 8   | 3   | 323.5  | 3.º  |
| Fuente: |                |      |     |                  |     |     |     |     |     |     |     |     |     |     |     |     |     |     |     |     |     |     |     |     |     |     |        |      |

### Citas
1. ↑  «DISCOVER THE SF21». Ferrari (en inglés). Ferrari S.p.A. Consultado el 10 de marzo de 2021.
2. ↑  «SF1000 launched in Reggio Emilia». Ferrari (en inglés). Ferrari S.p.A. 11 de febrero de 2020. Archivado desde el original el 13 de febrero de 2020. Consultado el 17 de febrero de 2020.
3. ↑  «Fórmula 1: Ferrari presentó la SF1000 para el Mundial 2020». Clarín. 11 de febrero de 2020. Consultado el 17 de febrero de 2020.
4. ↑  Faturos, Federico (11 de febrero de 2020). «Ferrari presenta su SF1000 para la temporada 2020». lat.motorsport.com. Consultado el 17 de febrero de 2020.
5. ↑  Canseco, Marco (11 de febrero de 2020). «Ferrari presenta el agresivo SF1000, para acabar con Mercedes». Marca. Consultado el 17 de febrero de 2020. «...recibe el nombre por la carrera 1.000 en el Gran Circo para los bólidos rojos, que llegará en este 2020.»
6. ↑  «2020 & 2021 FIA FORMULA ONE WORLD CHAMPIONSHIP ENTRY LIST». Fédération Internationale de l'Automobile (en inglés). Consultado el 16 de enero de 2021.
7. 1 2  Noble, Jonathan (18 de diciembre de 2020). «Ferrari announces SF21 F1 car name and launch plan ahead of 2021 testing». Autosport (en inglés). Motorsport Network. Consultado el 16 de enero de 2021.
8. ↑  Faturos, Federico (12 de febrero de 2021). «Ferrari ya tiene fechas de presentación para su F1 2021 y así suena su motor». es.motorsport.com. Motorsport Network. Consultado el 12 de febrero de 2021.
9. ↑  «Ferrari SF1000 • STATS F1». Consultado el 5 de julio de 2020.

- Datos: Q84850724
- Multimedia: Ferrari SF1000 / Q84850724